# 郭虚中
郭虚中（1912年—1971年），字展怀，号砚池、剑池，福建福安人。文论家、史评家、翻译家、书法家、诗人，被赞为“文史艺三栖的著名学者”。毕业于上海东亚大学国文科、中国公学大学部文史系、日本东京帝国大学研究院。师事蔡元培、胡朴安、吴瞿安、何炳松、赵景深、盐谷温诸先生。曾任商务印书馆编辑，国立暨南大学、国立英士大学教授，后回闽执教早期福州大学、福建师院。上世纪三十年代中期始，有多种文史等类著译问世。为纪念其百年诞辰，中华书局出版《展怀史通批校》一套，中国集邮总公司和福建省集邮公司分别印行三组个性化邮票、《展怀百年》邮册，同时发行专题纪念封与明信片。

## 出身家世
辛亥革命后的民国元年（1912）农历五月，生于著名红茶之乡闽东坦洋，里人多习用别号称其为“砚池先生”，早年就以才学卓荦负有“闽东才子”的美誉。
作为晋西汾阳郭氏的分支，其先世祖自清中叶迁徙福安社口溪坪村后，邻村坦洋也渐有为数不多的郭姓，而世代都仍以《汾阳郡郭氏家乘》续谱。
1915年“坦洋工夫”红茶和“贵州茅台”白酒，一同获得在美国旧金山举办的“巴拿马万国博览会”金奖，从此坦洋这个偏僻的乡村开始名扬海内外，以至后来的百科词书《辞海》分册试行本曾将“坦洋工夫”列为词条。其父郭慕聃即近代“坦洋工夫”之施、胡、郭、王、吴五大制茶家族中，郭氏的代表性人物，所经营的产品大多输往香港，再远销欧洲各国。平时兼谙中医药，偶也为乡人义诊处方。
同时其父思想开明，眼光长远，甚崇尚文化教育，认为家产可以用尽也可能失去，唯有知识是永恒的。尽管族系至此已出现三代单传，依然决意放弃将膝下唯一的儿子留在身边当作未来家业继承人的想法，而是倾力培养读书，以期成长为更有用的文化知识人才。最终老人的良好初衷得以实现，果然造就了一位有所作为的学问家。关于坦洋郭家的这段遗闻轶事，至今仍传为美谈。

## 求学经历
幼时在家乡私塾接受传统启蒙教育，塾师为堂房叔父郭诵先先生。后入福安湖山高级小学，转而念新式课程。中学到省城福州的福建学院附中就读，同学中后结为素交的有厦门大学教务长章振乾等人。
接着赴沪求学，1929年17岁时就从许世英先生任过校长的上海东亚大学国文专修科毕业，第二年再升读上海中国公学大学部文史系，此时的公学校长是胡适先生。在上海修业过程，深沐著名教育家与伦理美学家蔡元培先生、著名文字训诂学家胡朴安先生、著名词曲学家吴瞿安先生、著名历史学家和教育家何炳松先生、著名文学史及戏剧史论家赵景深先生等学术宗师的教泽。
时任中国公学校董的蔡元培先生，兼授过伦理、美学课，后来曾为其译著《中国绘画史》题写书签；胡朴安先生有关选读文字书“不可以其浅简而轻视之，宜反复深玩“的教诲，对其启诱良多，受用一生；自1931年随吴瞿安先生学词，始终仰重师法，现尚见存的《词学研究法》稿本和相关词书藏本题跋，于吴先生之说多有录记。通过早年《呈吴瞿安师》：“一代豪贤已白头，茫茫浊世见清流。才名致远千金曲，意气元龙百尺楼。斗酒纵谈空宇宙，布衣无价傲王侯。古今多少兴亡事，都向先生笔底收。”的诗句，更见尊崇之甚；读史方面系出何炳松先生之门，至抗战期间何先生在国立暨南大学校长任上，还特意聘其教授文史；作为赵景深先生的弟子，亦备受其师赏识和帮助，如函请青木正儿为《中国文学发凡》郭译本作叙，或自己为郭译丸山学《文学研究法》书序挥笔，还包括举荐到上海持志大学任教等，屡获关垂，甚至初期在上海与外界的联系也多由赵先生地址中转。
继中国公学毕业，东渡日本留学，入东京帝国大学研究生院，从四代汉学世家出身的著名中国文学专家盐谷温先生治文学史。在中国学术界，盐谷温同样享有盛名，当年鲁迅先生的《中国小说史略》，一度有人妄加指责是抄袭他的著作，此桩冤案也更使得国内学人几乎无不知晓盐谷，其实他本人对此从来就不以为然，而且还肯定过鲁迅先生的这部论著，这恰恰也体现了盐谷的学术道德和良知。    
总之，以上诸业师的为学风范与道德文章，皆对其影响至深。

## 从教生涯
1936年由日本学成回国，最初执讲上海持志大学国文系。不久经郑振铎先生介绍，受到王云五先生的聘任，为上海商务印书馆编辑，以《中山大辞典》编纂委员参与此项工作，又兼讲暨南大学文学院。
1942年至1949年间，担任国立暨南大学文学院和国立英士大学文理学院教授。当上海暨大正处抗战迁校福建建阳之时，遵校长何炳松师嘱，随赴闽北执教，按其说是“得复追陪杖履，重以旧业相请诲益”。抗战结束前，转浙江供职国立英士大学，这也是民国时期的一所名校，战乱中几经迁舍，弦歌不绝，最后定址金华。1946年何炳松先生又被委为英大校长，但因病捐馆，终未到任，师生之缘也自此失不再续，于是慨叹道：“怅望郑庭，缅怀马帐，岂胜风雪候门之感！”无论在暨大或英大讲授文史，都不乏有诸业师当年传授过的课目，如开讲的词学和史学典籍等，就是分别承传吴瞿安、何炳松两先生的学脉。除此之外，从1929年上海东亚大学毕业，第一次回故乡短暂任教后的20年里，还几度服务桑梓教育，在福安县立扆山中学、福建省立三都中学、省立福安师范学校、省立福安联合中学都留下影踪。
1950年先是著名民主爱国人士、教育家何公敢拟聘其为福建学院教授，时逢友人胡允恭出任福建师院院长，于是被聘该院，由此又来到少年时代读过书的福州，从事闽省高师教育。先后担任早期福州大学、福建师院中文、史地、历史系教授兼系主任。五十年代中，已赴任南京大学教授的胡允恭，有意介绍其至南大工作，然因家中老母和身体不适而未果。到了文革，所在学校停课，后又宣布撤销，中间亦经受运动的严厉冲击，当拟调厦门大学前，卧榻不起，名医李宝基经诊候，谓其积忧甚深，遂身负沉疴，于1971年秋在福州逝世。
其执鞭教坛数十载，始终以富有感染力的讲课或演说，令人赞不绝口，并留下深刻的印象。也许是因为年少苦练过京剧唱腔的缘故，至中学初为人师，即以字正腔圆的宏亮声音，再加深入浅出的生动解析，还有一身高逸洒脱的风度，着实让家乡的文教同仁和学子们耳目一新。据当年福安师范学生回忆，每逢其授课，除了本班，别班同学也都争先恐后挤满教室门窗外听讲。在沪、浙、闽几所大学共事过的校友与不同时期的学生，凡谈其善于广征博引而条理清晰，且极具鼓动性和吸引力的讲演风采，无不为之叹服。

## 著译编撰
二十世纪三十年代中期开始，以多种编著和译著，在学术界产生一定的影响。著译内容涉及文学、历史、艺术，还包含经济学等门类，所以有关人物传略曾用“学识渊博，多才多艺”给予概括。
早期著译中，有的还长期受到世人关注。如留学日本时撰著的《白居易评传》，正中书局1936年以“国学丛刊”本出版，至1947年间共刊印过南京、上海、重庆三地版本。现综述唐代诗人，尤其研究白居易生平，仍多所论及是书。这本属于二十世纪最早的两种白氏评传之一的专著，被认为“对白居易的一生行事、思想和诗歌创作作了更为详细的介绍和评述。”因另一种评传显得简略而“无甚发明”，故“郭著较详”便成了这一时期的代表作。夏承焘先生早年阅读此书，亦有颇清畅之评；也是完成于日本和出版于1936年的《中国文学发凡》，系译述日本著名汉学家青木正儿的重要著作，商务印书馆列为“国学小丛书”发行，学者时评：“郭君译文，亦极通顺，能保存原书本色，读来纯无免强的地方。”原著者青木特撰书序表示，若“他山之石，能为攻玉之用，庶几不负郭君迻译之意乎。”此间两人还互通书信，由译者签赠给青木的一册译本，后珍藏在名古屋大学。2007年日本学术界重温了七十余前译者与这本译著的往事，《名古屋大学青木文库图录》中就见有专门的叙述。直至2011年11月，该译本还选入台湾文听阁出版的《民国时期文学研究丛书》第一编；1937年商务印书馆出版的《文学研究法》，是日本著名文学理论家丸山学潜心之著的中译本，比较国内之前的同类著作，此书论述最为全面。故赵景深先生序称：“现在郭虚中先生把丸山学的《文学研究法》译出来，真是值得庆幸的事。”最后还指出：“我因见文学概论一类的书很多，而文学研究法一类的书独少，此书适足应付读者迫切的需求，所以乐为作序。”六十年代至八十年代，台湾商务印书馆共约十次重印，且定为台湾高等院校文学专业的重要参考书；问世于1937年的另一本正中书局版译著《中国绘画史》，扉页书签系蔡元培先生手笔所题。日文原书主著者中村不折，是一位对中国古代艺术深有研究的专家。译本中有一篇以 “我国的绘画，在世界美术史上是占有一个非常重要的地位，和意大利是东西两画系的母邦”为开章的《译者赘言》，概说了中国伟大的艺术品为世界所惊奇，而国人所需明白又尚缺适用的绘画史，“也只得暂求彼邦”的原因。此篇文字近二十多年以来，一直被学者广为引用，可谓是美术史研究的参考文献名篇。这本译著，还曾于1992年被编入吉林美术出版社的《诸家中国美术史著选汇》，2013年浙江人民美术出版社又再予出版单行本。
其它如《青年文学知识》、《残余集》、《展怀诗词残稿》和《交通经济总论》等著译，以及参与编纂的《中山大辞典》，分别由商务印书馆、青年文艺社出版。原定中华、正中、北新书局梓行，而佚于战乱的还有《中国民族文学史》、《中国战争文学论》、《李长吉评传》书稿与《中国政治制度史》、《中国书法史》译稿。文革中遗失的手稿《刘知几史通研究》，是应上海人民出版社之约撰著。现尚存《词学研究法》、《中国词史概要》、《书法杂谭》遗稿。
此外又撰写过《论唐代两税法》和《关于唐太宗的评价问题》、《关于刘知几史通的版本问题》、《关于郑樵的会通思想问题》、《关于中国历史上的农民起义问题》等一系列评述史学问题的文稿。

## 文献整理
对于古代文献典籍的整理研究，通过其遗留藏书中的题跋、批注，便可见一斑。如批点校注唐人刘知几《史通》，用力甚勤。四十年代在暨大、英大讲授《史通》时，就批点过清浦起龙通释本，泚笔时间最早的是在1942年，随后对《史通》明张鼎思等不同刊本亦作批点。1962年将明张之象所刊选为底本，参校明清张鼎思、郭延年、黄叔琳、浦起龙诸刻，以朱、蓝、绿三色墨笔，将校注文字精心地批写于底本眉端、地脚和栏边、行间。所校皆注明依据，或辨订正谬，或存疑待考，或斟酌句读，就篇目内容所作眉批，既“敷陈剖判，辞意简赅”，又“持平综析，折中当理”。2011年取批校《史通》明张之象本四册，附加批点清浦起龙《史通通释》选页，以书影形式辑为一册，汇编成《展怀史通批校》五册一函，由中华书局采用线装本书式，据手批原样影印，使之着手于不同时期的批校稿终告出版。其先批遗墨已历七十年之久，后校笔迹也经过足足半个世纪。书中《弁言》如是评述：“前后批校本，皆蝇头细书，字迹端谨，笔力清劲，体法遒媚，尤张本首册，丹墨满卷，洞臻精妙。有阅之者，莫不赞羡。”为此，媒体用“珍贵手批本问世”的标题报道讯息。《人民日报》还刊发了《郭虚中与〈展怀史通批校〉》的专文。
业已发行的纪念邮票组合之一“展怀部分编著”中，有两枚附票选印其《国学要籍叙录丛编》之一、之四的彙抄本封面。该丛编共四册，分《汉书艺文志》、《隋书经籍志》、《四库全书总目提要》三叙录；《通典》、《通志》、《文献通考》三叙录；《读史方舆纪纪要》京省叙录；《说文解字》后叙、《古文辞类篹》叙目、《昭明文选》总叙、《四六丛话》小叙。据其资料卡片记录，可知这些古代重要典籍的叙文合抄，乃编者青年时代得益不小的治学读本，后曾将此作为读书方法予以举例介绍：“读书要有门径，治学须明纲领，中国古代学术名著中，有许多叙文均能概括某一门学术的源流始末，所谓综揽宏纲，得窥堂奥，读之足以启示津梁。从总的方面说，如《汉书艺文志》叙录、《隋书经籍志》叙录、《四库全书总目提要》叙录，都是综论各门学术要旨的；从史学方面说，如《通典》、《通志》、《通考》三者叙录，以及《读史方舆纪要》京省州郡叙等，对历代的典章制度、地理形势，莫不穷其源流正变。如能把这些叙录彙抄起来，经常讽诵，熟悉于胸中，则极有资通识，可以奠治学之始基，且亦有助于文事。”

## 学术交流
早年致力于向国内学术界译介日本学者的研究成果，为推动中日文化学术交流做出了积极的贡献。于此同时，也不乏将自己的治学所得，与彼邦学人相互交流。如近年从昭和10年、11年《同仁》学刊上发现的论文《中国戏剧概观》，就是一个例子。这篇文稿由日本汉学名家高田集藏译成日文，于该刊分期连载。其留日时得识高田，与之深有交往，1941年出版的《展怀诗词残稿》，即有《赠日本汉学家高田集藏先生》七言两首，诗中“鹤峰自有烟霞侣，我愿云衢执麈亲”和“青衫牢落青藜冷，肯共因缘石上铭”等句当可为证。诗作方面，也发现昭和10年《日华学报》中刊有五言、七言作品多首，因其吟稿失之甚多，故颇显难得。
2011年日本金城学院大学教授张小钢编注的《青木正儿家藏中国近代名人尺牍》一书，在中国的大象出版社出版，这部珍贵的文学史料新编，共收录胡适、鲁迅、周作人、马廉致、王古鲁、赵景深、卢冀野、傅芸子、傅惜华、郭希隗、郭虚中、钱南扬、梁绳祎、吴雪、欧阳予倩等15位中国学术文化名人，写给日本汉学研究大家青木正儿的函札。书中所收其1936年写的亲笔信，与上述译介青木著作一事直接关连，有文章介绍此信内容“主要是对之前青木就《中国文学发凡》译本事宜的来信和所寄书序，予以回复并表示谢意，借此顺带且简要地谈及有关中国文学的一些现象或问题、青木的成就与影响等。”文章还表示“没想到75年后，这封书信墨迹能作为中日学者论学交流以至中国文学研究方面的珍贵史料公之于世。”
以上戏剧论文的发现和论学书信的公开，与译述日人著作一样，也属其学术交流的例证。对此有人撰文评论：“除了给他的治学生涯增益新内容外，更引人注意的是，以文史领域的近代名人身份，数十年后又再现于中日两国学术界。”
关于交流的方式，还表现在广交学人上。《展怀百年》序云：“先生成名于上世纪三、四十年代，所学不仅师承大家”，“而且还与当时的一批中日两国学人关系颇密切”。日本学人已见前述，国内如文论家、“鸳鸯蝴蝶派”作家胡寄尘，学者诗人、南社成员郭希隗，出版家王云五，戏曲史论家、剧作家卢前，后人尊称国学大师的姜亮夫，报人学者查猛济等先生，彼此间均曾有诗文或书信往来。

## 百年纪念
2012年是其百年诞辰，上述由中华书局刊行的《展怀史通批校》线装本，正属于为此所推出的专书，首册扉页即印有“谨以此书纪念郭虚中先生诞辰一百周年”的醒目大字，因而这套书的出版被认为“具有特定的纪念意义”。中国剪报社《特别文摘》2012年第6、7两期在封2、封3、封4的显要版面上，以“展怀国学精品展示”为题，主要就此书和其它手稿墨迹加以重点宣传。
经过悉心设计，中国集邮总公司在北京邮票厂印制了以三组构成一套的个性化纪念邮票，分为“展怀部分编著”、 “展怀论书墨迹”、 “展怀常用篆章”。 编著票面印有九种已刊和两种未刊的书籍封面，墨迹票面选自《书法杂谭》稿本九页局部手迹与《褚遂良书圣教序》《米海岳方圆庵记》两页碑帖题跋，篆章票面收其生前常用21枚钤印图稿。集邮界行家廖隆庆、胡国平还撰写发表《方寸之间以志纪念》的专题文章，见于若干报纸和专业刊物、网站，全文述介了邮票的内容概况和设计特色。
福建省集邮公司也编印有装帧精美的册页式纪念邮册《展怀百年》，连同专题纪念封、明信片一并发行。全册共设“故里坦洋”、“求学沪上”、“负笈东瀛”、“信札编著”、“稿本手迹”、“读书批注”、“史通批校”、“诗词吟咏”、“书法遗墨”、“印存余韵”10个类目，原邮电部副部长、中华全国集邮联合会会长刘平源为之撰序称：“内容主要选介先生的著述诗文与各类手稿，并附有相关珍邮，以此对这位乡邦先贤表示缅怀追忆。”其生前挚友，原民盟中央副主席吴修平手书“深切怀念良师益友郭虚中先生”的题词，亦设计成邮品中的珍藏纪念张镶入邮册。
有关评介报道和纪念回忆文章，还见诸《人民日报》、《福建日报》、《海峡都市报》、《福州日报》、《福州晚报》、《闽东日报》、《福建邮政》等多家报端。如福建省第九届人大常委会副主任郑义正撰写的纪念文章《闽东才子砚池先生》，就特别选择在故乡的《闽东日报》上以大篇幅版面刊登，文章从多个角度记述其生平事略。后加修订，题为《人们赞誉的闽东才子》，又发表于《炎黄纵横》杂志。前后凡一经刊出，就引起诸多网络媒体的注目，如中国新闻、中国日报、中国侨报、大公报、中华书局等许多网站都纷纷转载，从而产生了广泛的影响；再如地方史研究专家林精华教授，以学生角度在《福州晚报》发表长篇回忆文章，深情追述五十年代从其读书时的一些教学片断，以及诸方面的所闻所知，更以“学问广博，成就斐然”、“人师楷模，学界风范”作高度赞扬。